# Delight (Arkansas)
Delight – miasto w Stanach Zjednoczonych, w stanie Arkansas, w hrabstwie Pike.